# Adolphe Lelièvre
Pour les articles homonymes, voir Lelièvre.
Adolphe Achille Lelièvre, né le 25 juillet 1836 à Besançon et mort le 16 mars 1915 à Paris, est un homme politique français, député du Jura en 1876 à 1885, puis sénateur de 1888 à 1906.

## Biographie
Après des études de droit à Dijon, il est fonctionnaire de l'enregistrement à Grésy (Savoie), puis à Saint-Laurent et à Lons-le-Saunier (Jura). Il quitte ensuite l'enregistrement pour entrer au barreau de Lons-le-Saunier. 
Il fait campagne contre le plébiscite de 1870, il est candidat républicain aux élections législatives de 1871 dans le Jura mais n'est pas élu. Par contre, il est élu conseiller général du canton de Conliège. En 1876, il est élu député dans la circonscription de Lons-le-Saunier. il est en mai 1877, l'un des signataires du manifeste des 363. Il est facilement réélu en octobre 1877 et 1881. 
Il est nommé Sous-secrétaire d'État aux Finances du 14 novembre 1881 au 29 janvier 1882 dans le gouvernement Léon Gambetta. 
Candidat sur la liste républicaine modérée aux élections de 1885, il est battu par les radicaux. Le 25 janvier 1888, il est élu sénateur du Jura, puis réélu le 3 janvier 1897. En 1906, il ne se représente pas.
Adolphe Lelièvre est inhumé dans la chapelle funéraire familiale du cimetière de Lons-le-Saunier.

## Sources
- « Adolphe Lelièvre », dans Adolphe Robert et Gaston Cougny, Dictionnaire des parlementaires français, Edgar Bourloton, 1889-1891 [détail de l’édition]
- « Adolphe Lelièvre », dans le Dictionnaire des parlementaires français (1889-1940), sous la direction de Jean Jolly, PUF, 1960 [détail de l’édition]